# Абуджа (держава)
Абу́джа (англ. Abuja) — держава, що існувала на території сучасної Нігерії в XIX—XX століттях.
Держава заснована на початку XIX століття в середній течії річки Гурара представниками давньої хаусанської династії держави Зарія. Після того, як в 1804 році влада в Зарії була захоплена верхівкою місцевих фульбе, яка підтримала повстання Османа дан Фодіо, Макау, правитель Зарії, втік з найближчими людьми на південь країни і знайшов притулок в васальному місті Зуба. Звідти він продовжував боротьбу з фульбе.
В 1828 році молодший брат та наступник Макау — Абу Джа збудував неподалік від Зуби укріплення, яке з часом перетворилось на місто, названа за ім'ям засновника. Абуджа зберегла незалежність від заснованого Османом дан Фодіо халіфату Сокото. В політичному ладі збереглись низка доісламських норм та інститутів. На початку XX століття Абуджа увійшла до протекторату Північна Нігерія.